# Phenacoscorpius adenensis
Phenacoscorpius adenensis är en fiskart som beskrevs av Norman, 1939. Phenacoscorpius adenensis ingår i släktet Phenacoscorpius och familjen Scorpaenidae. Inga underarter finns listade i Catalogue of Life.